# Faces of Evil
Faces of Evil (рус. Лица зла) — сборник из нескольких выпусков разных серий комиксов, сюжетно привязанных к серии Final Crisis, изданный DC Comics в марте 2009 года. Сборник состоит из 23-х ваншотов, которые объединены темой «Что произойдёт, если зло победит?», и каждый из которых рассказывает об одном из суперзлодеев вселенной DC.

## Выпуски
| Название                       | Персонаж                 | Автор                      | Художник(и)     |
| ------------------------------ | ------------------------ | -------------------------- | --------------- |
| Action Comics #873             | Лекс Лютор               | Джефф Джонс                | Хосе Ландрон    |
| Batman #685                    | Женщина-кошка            | Пол Дайни                  | Алекс Росс      |
| Birds of Prey #126             | Калькулятор              | Тони Бедард                | Стефани Рукс    |
| Booster Gold #16               | Энеми Эйс                | Дэн Джургенс               | Дэн Джургенс    |
| Detective Comics #852          | Хаш                      | Пол Дайни                  | Эндрю Робинсон  |
| Faces of Evil: Deathstroke     | Детстроук                | Дэвид Хайн                 | Хосе Ландрон    |
| Faces of Evil: Grundy          | Соломон Гранди           | Скотт Колинз и Джефф Джонс | Шэйн Дэвис      |
| Faces of Evil: Kobra           | Кобра                    | Айван Брэндон              | Эндрю Робинсон  |
| Faces of Evil: Prometheus      | Прометей                 | Стерлиг Гейтс              | Мауро Кассиоли  |
| Green Arrow/Black Canary #16   | Мерлин                   | Эндрю Крейсберг            | Хосе Ландронн   |
| Green Lantern #37              | Лэйра                    | Джефф Джонс                | Шэйн Дэвис      |
| Green Lantern Corps #32        | Криб                     | Питер Томаси               | Патрик Глисон   |
| Justice League of America #29  | Старбрейкер              | Лен Виен                   | Эд Бенес        |
| Justice Society of America #23 | Чёрный Адам              | Джефф Джонс                | Алекс Росс      |
| Nightwing #152                 | Ра'с аль Гул             | Питер Томаси               | Брайан Стелфриз |
| Robin] #182                    | Анархия                  | Фабиан Нишеза              | Брайан Стелфриз |
| Secret Six #5                  | Дэдшот                   | Гейл Саймон                | Никола Скотт    |
| Supergirl #37                  | Суперженщина (Люси Лэйн) | Стерлинг Гейтс             | Джошуа Миддлтон |
| Superman #684                  | Паразит                  | Джеймс Робинсон            | Алекст Росс     |
| Teen Titans #67                | Бразер Блад              | Шон МакКивер               | Эдди Барроуз    |
| Titans #9                      | Иерихон                  | Джадд Винник               | Тони Даниель    |
| Vigilante #2                   | Грег Сандерс             | Марв Вольфман              | Эндрю Робинсон  |
| Wonder Woman #28               | Четах                    | Гейл Саймон                | Аарон Лопрести  |

В серии Tiny Titans присутствовал выпуск Faces of Mischief, написанный Артом Балтазаром и Франко Арелани, и который является аналогичным сборнику Faces of Evil. Выпуски серий Superman и Action Comics являются эпилогом к кроссоверу Superman: New Krypton. Выпуск Nightwing является хронологическим продолжением эпилога серии Batman R.I.P. — Last Rites, а выпуски Detective Comics и Batman являются одной цельной историей.
Серия Faces of Evil продолжает сюжетную линию Deathtrap, сюжет которой сосредоточен на Иерихоне и начинается с ежегодника Teen Titans за 2009 год и разворачивается в номерах Teen Titans #70-71, Titans #12-13 и Vigilante #5. Кроме того, начиная с марта 2009 года выходила серия Solomon Grundy из 7 частей, которая завершила Faces of Evil: Solomon Grundy. Сюжет Faces of Evil: Prometheus продолжен в серии Justice League: Cry for Justice, а сюжет Faces of Evil: Kobra — в серии JSA vs. Kobra.